# Tana bru
Zasugerowano, aby ten artykuł podzielić na różne artykuły – Tana bru (wieś) i Tana bru (most).

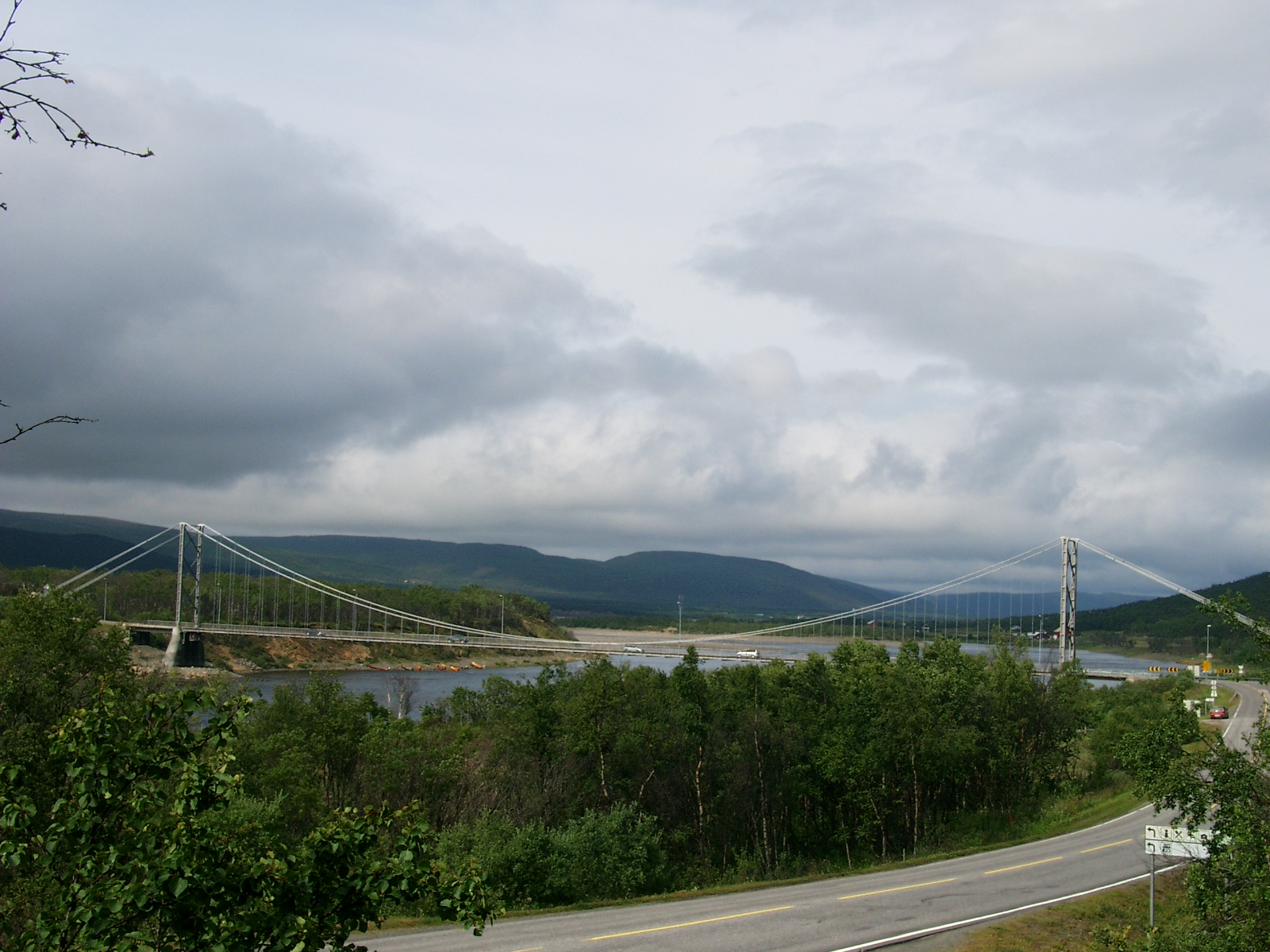
Tana bru

Tana bru (płnlap. Deanu šaldi) – główna miejscowość gminy Tana w okręgu Finnmark (Norwegia). Miejscowość leży na zachodnim brzegu rzeki Tana w dolnym jej biegu.
Nazwa oznacza dosłownie "most na Tanie", bo miejscowość powstała pod przeprawą mostową. Według stanu na 1.1.2011 r. miejscowość liczy 564 mieszkańców.
Tana bru to także nazwa znajdującego się tu mostu. Jest to jedyny most na Tanie na terenie Norwegii. W miejscu w 1944 roku wysadzonego przez wojska niemieckie poprzedniego mostu w 1948 otwarto nowy most wiszący. Jego całkowita długość wynosi 220 m, a rozstaw zawieszenia 194 m. Jest to najdłuższy most wiszący w Norwegii.